# Mierzeja Helska
Mierzeja Helska, Półwysep Helski (313.52), (kaszb. Hélskô Sztremlëzna; niem. Halbinsel Hela), potocznie Hel – piaszczysta kosa długości 35 kilometrów, utworzona przez  prąd morski płynący na wschód wzdłuż polskiego brzegu, na znacznym obszarze zalesiona (zwłaszcza w końcowej części). W najwęższym miejscu (pomiędzy Jastarnią a Kuźnicą) ma szerokość około 175 m. Cały półwysep stanowi odrębny mezoregion. 
Na terenie mezoregionu znajdują się jedna gmina miejsko-wiejska: Jastarnia, jedna gmina miejska: Hel oraz wschód gminy Władysławowo.
Główną gałęzią gospodarki jest turystyka, ważną rolę pełni również rybołówstwo. Głównymi szlakami transportowymi są: droga wojewódzka nr 216 oraz linia kolejowa nr 213.

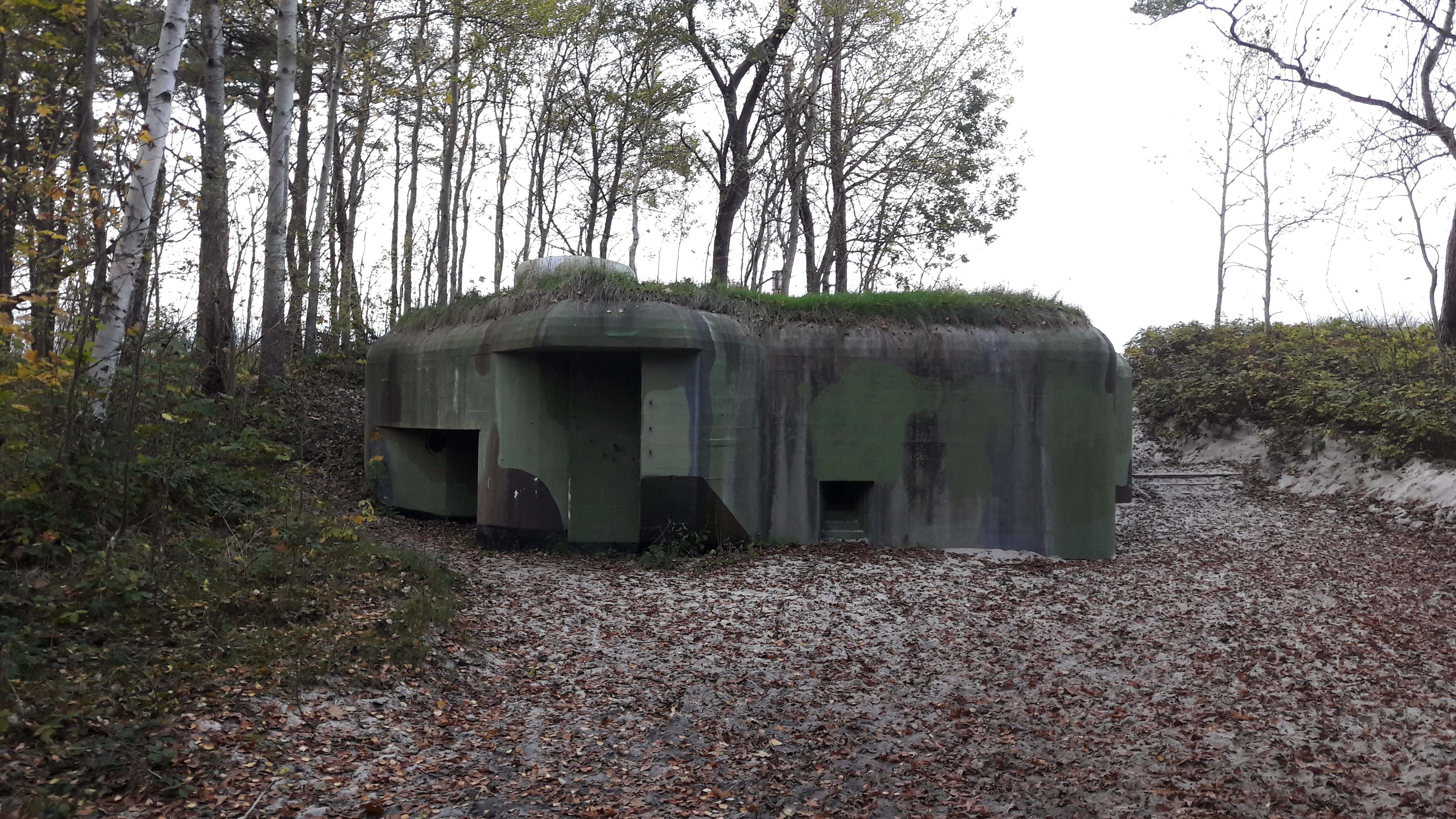
Bunkier wojskowy usytuowany na wydmie.

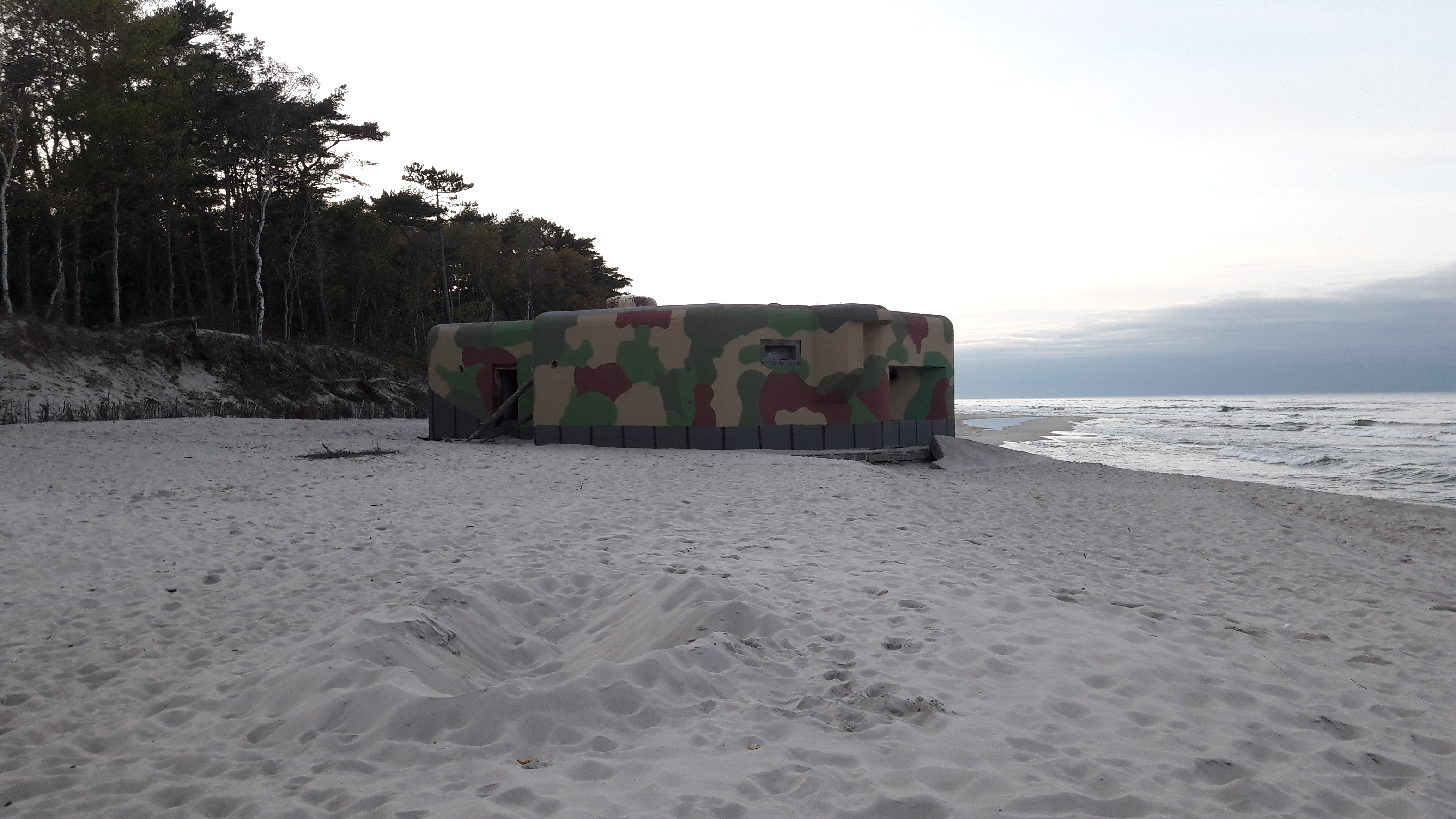
Bunkier usytuowany w okolicach Jastarni

Ze względu na strategiczne znaczenie obszar mierzei, szczególnie miasto Hel, był ufortyfikowany od lat 20. do 50. XX wieku.

## Granice

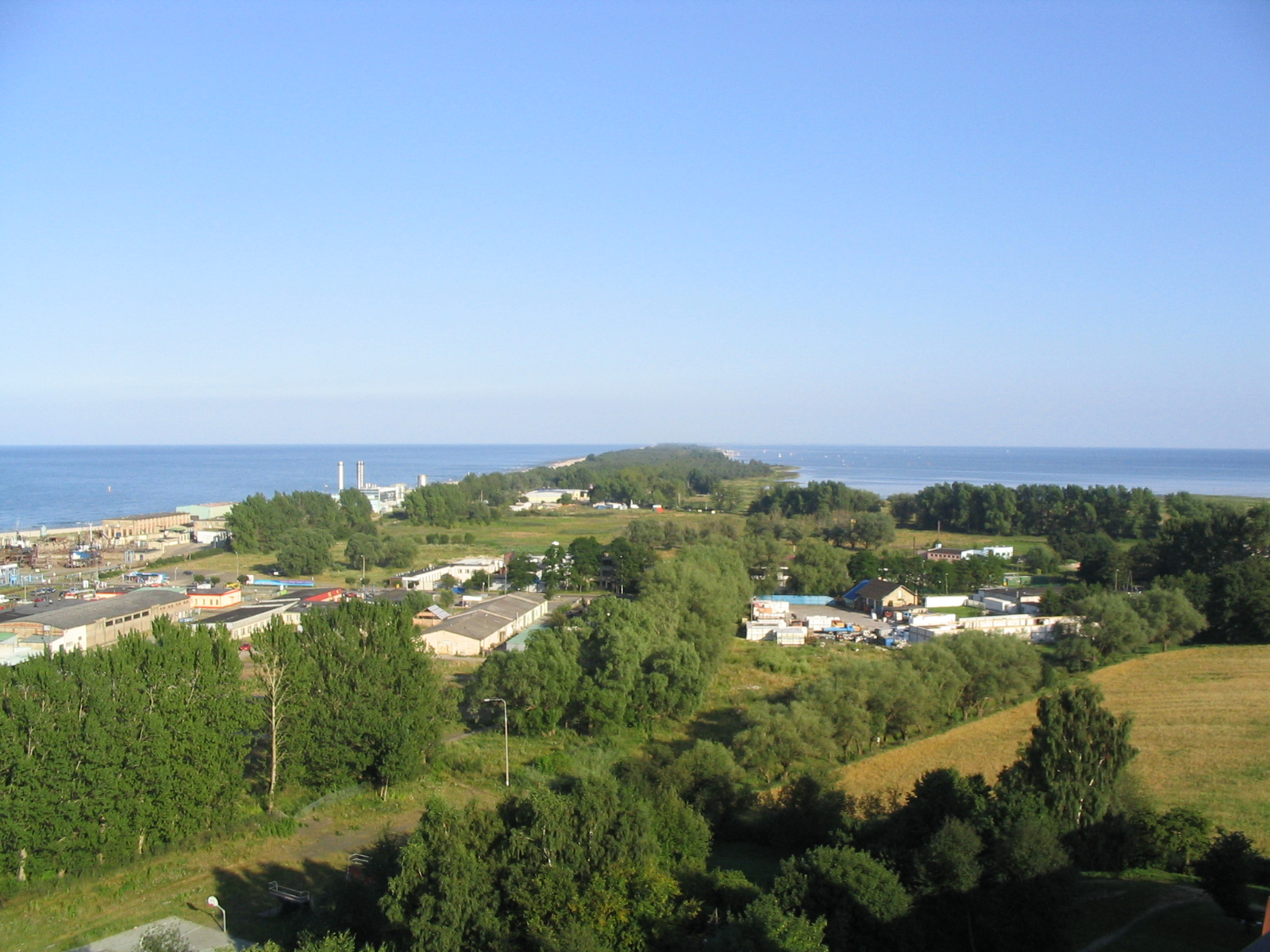
Mierzeja Helska widoczna z Pobrzeża Kaszubskiego

Mezoregion Mierzeja Helska zajmuje obszar mierzei. Graniczy z mezoregionem Pobrzeże Kaszubskie w okolicy Władysławowa, prócz tego jedynie z Morzem Bałtyckim.
Mezoregion leży w całości na terenie powiatu puckiego.
Wcześniej, na przykład w systemie Pietkiewicza, do Pobrzeża Kaszubskiego włączano również części Pobrzeża Słowińskiego i Wysoczyzny Żarnowieckiej, a także Mierzeję Helską i Mierzeję Wiślaną, które to w systemie regionalizacji Kondrackiego są osobnymi mezoregionami.

## Budowa geologiczna
Mierzeja jest zbudowana głównie z osadów holoceńskich, których miąższość wynosi do 100 metrów. Osady te znajdują się bezpośrednio na skałach, pochodzących z kredy. Osady holoceńskie związane są z akumulacją morską. Są to głównie piaski i mułowce, rzadziej żwiry. W okolicach Juraty zostały znalezione namuły rzeczne, deponowane na pograniczu okresów borealnego i atlantyckiego. Lokalnie występują soczewki torfu lub marglu.
Budowa geologiczna mierzei powoduje, że jej wybrzeże ma niekorzystne warunki do wznoszenia budowli morskich.
Można się spotkać z tezą, jakoby półwysep powstał w XVII wieku, gdy połączone zostały ostatecznie znajdujące się w tym miejscu wysepki. Jest ona najprawdopodobniej fałszywa; błąd może wynikać z faktu, że na jednej z XVII-wiecznych map – często kopiowanej – oznaczono będące dziełem człowieka fosy.

## Rzeźba terenu i sieć wodna

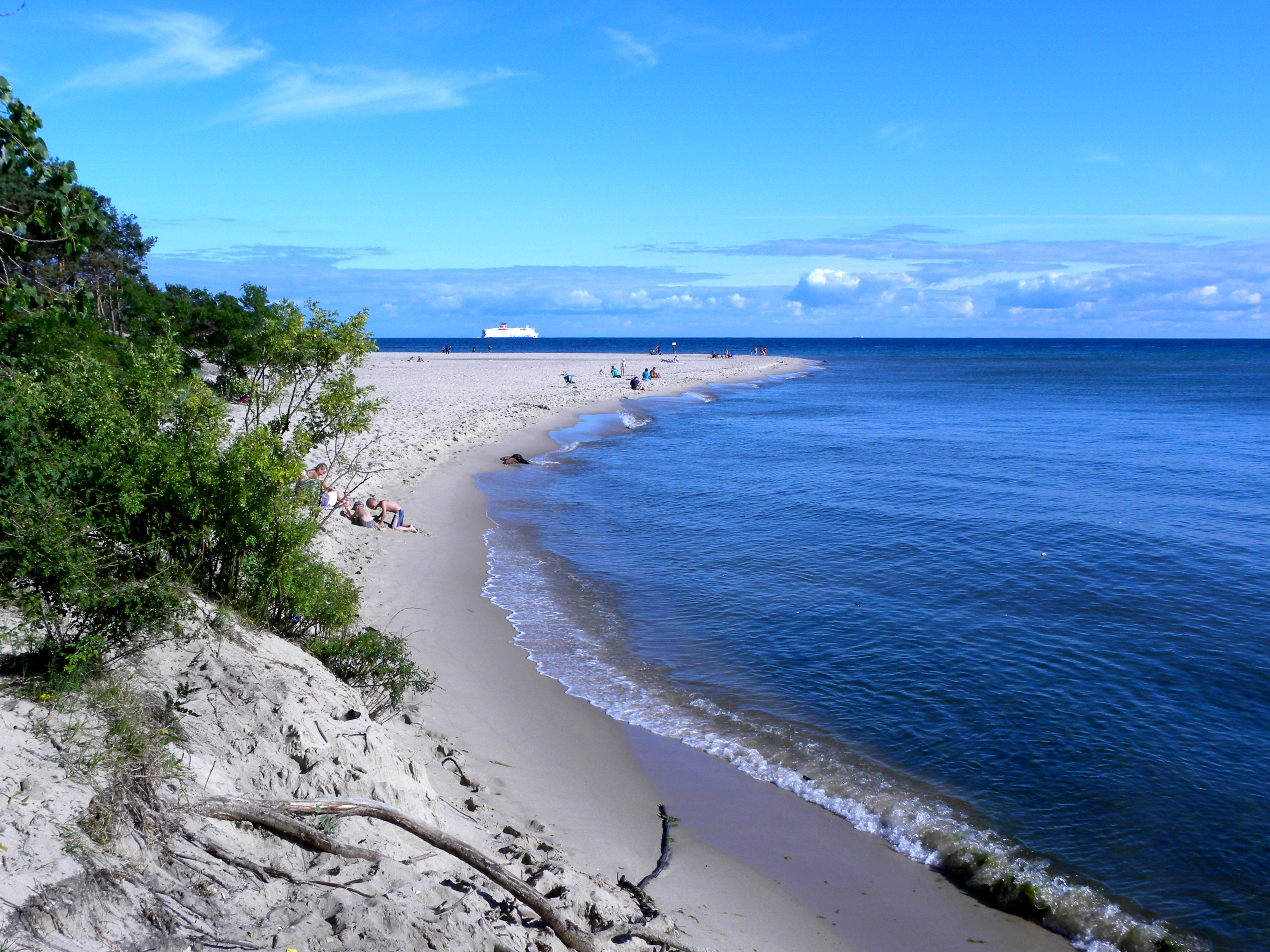
Linia brzegowa mierzei

Mierzeja Helska jest piaszczystym półwyspem.
Na obszarze tym nie ma powierzchniowej sieci hydrograficznej, nie licząc lokalnych podmokłości okresowych. Pod warstwą osadów znajduje się warstwa wodonośna.
Okresowo zachodnia część mierzei jest zalewana od strony otwartego morza przez spiętrzenia sztormowe (będące zjawiskiem naturalnym).

## Klimat
Mierzeja znajduje się w obszarze dużego oddziaływania Morza Bałtyckiego. Klimat cechują łagodna zima i niezbyt upalne lato. Charakterystyczną cechą występującego na mierzei klimatu morskiego są jesienie cieplejsze od wiosen. Okres wegetacyjny trwa ok. 200–210 dni.
Największe opady występują w miesiącach letnich. Mimo że są one niewielkie (około 600 mm rocznie), parowanie morza i zatoki sprawia, że wilgotność powietrza i gleby jest względnie duża. Znaczne parowanie powoduje, że przy bezwietrznej pogodzie często tworzą się mgły przyziemne. Obszar ten leży w strefie okresowych niedoborów wody dla rolnictwa.
Do istotnych cech należą również silne wiatry sztormowe, których prędkość dochodzi do 27 m/s, przeważnie zachodnie oraz zmienność pogody spowodowana brakiem barier orograficznych.

## Przyroda

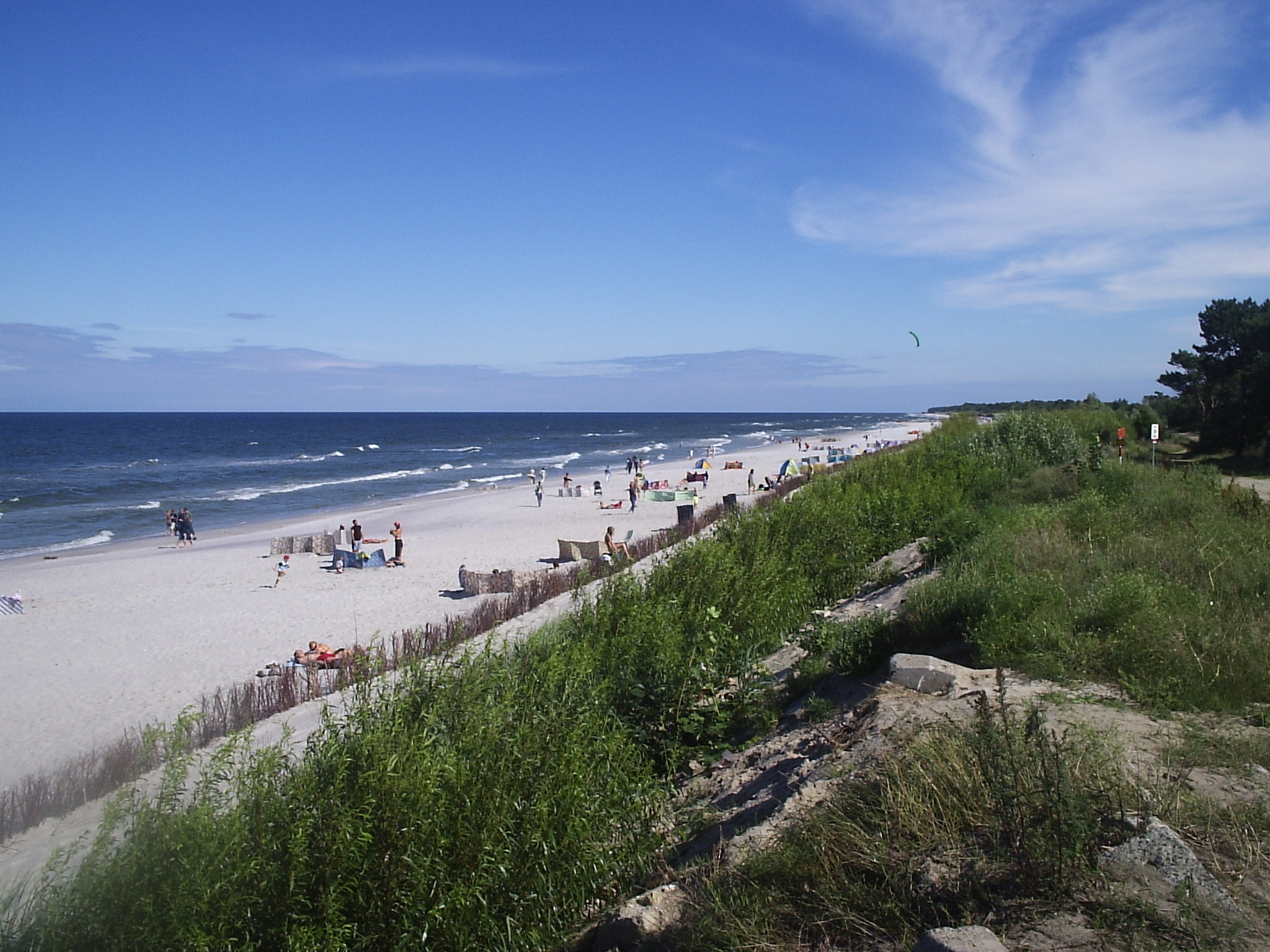
Roślinność mierzei

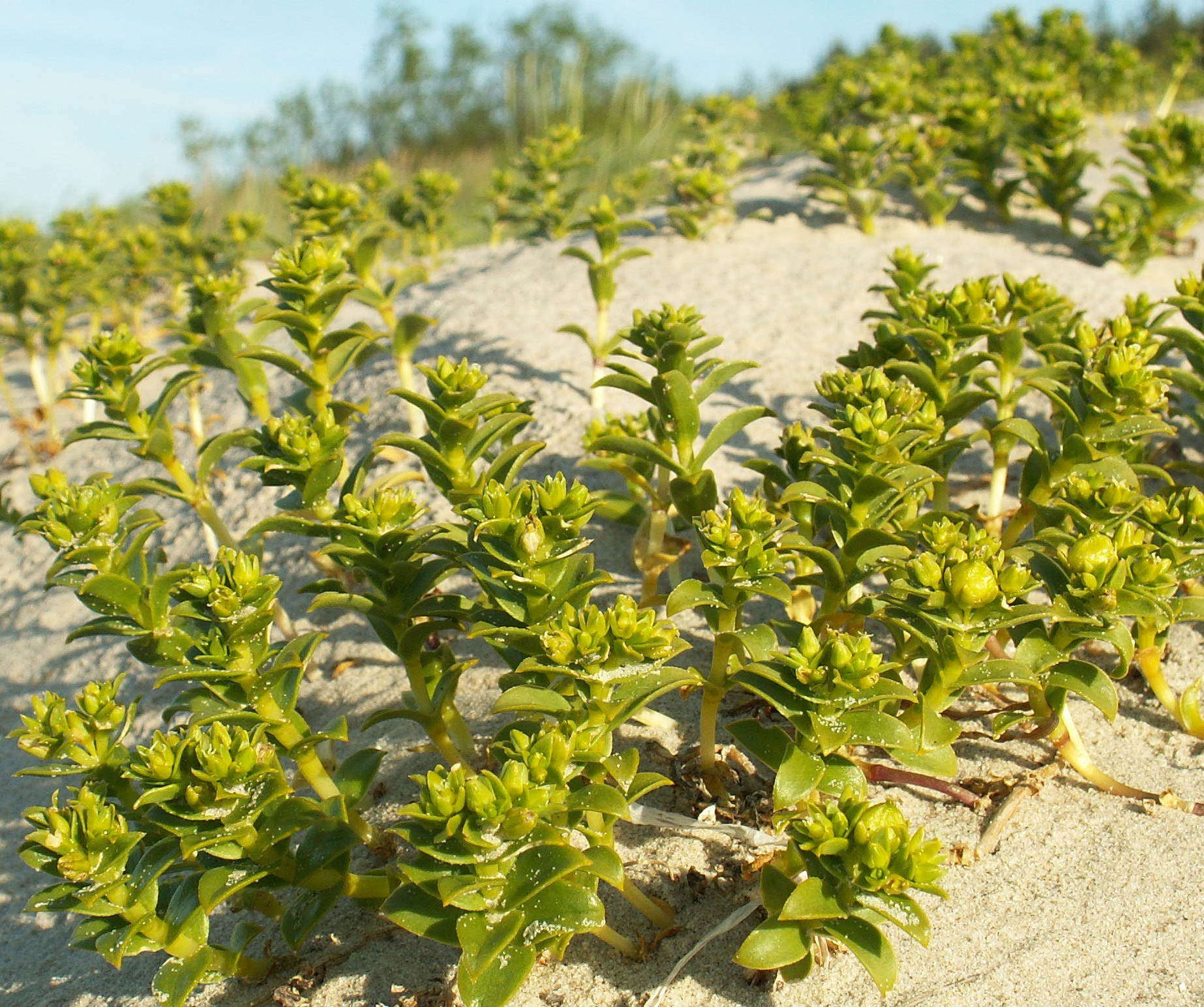
Honkenia piaskowa

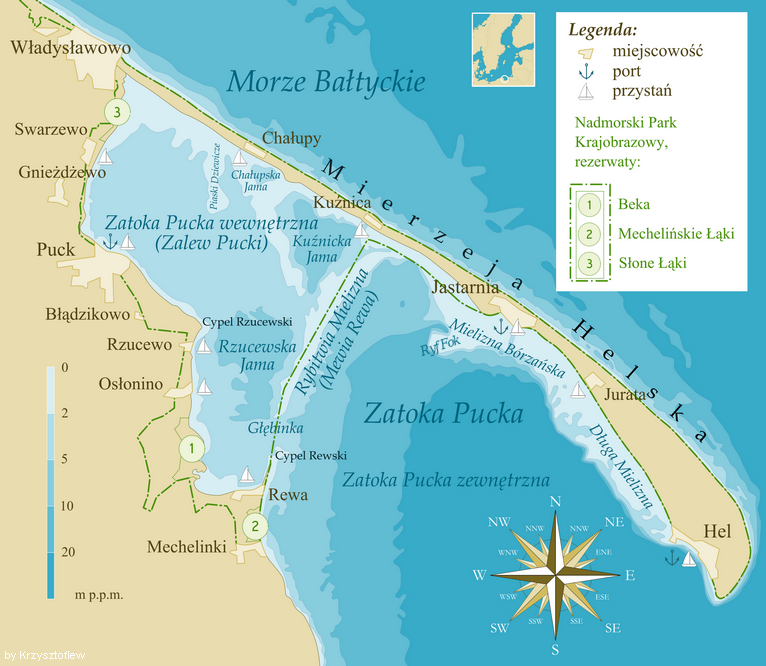
Nadmorski Park Krajobrazowy

### Flora
Warunki klimatyczne oraz glebowe powodują, że na terenie mierzei wykształciła się roślinność charakterystyczna dla wybrzeża. W podziale geobotanicznym roślinność ta jest zaliczona do „Krainy Wybrzeża”.
Roślinność Mierzei Helskiej występuje w charakterystycznych pasmach. Podstawową roślinnością plaży są honkenia piaskowa oraz rukwiel nadmorska, powodująca między innymi hamowanie ruchu wydm. Oprócz tego występują inne słonorośla związane z siedliskami plażowymi, na przykład solanka kolczysta.
Na wydmie białej dominują luźno rosnące trawy. Typowymi trawami polskiego wybrzeża są piaskownica zwyczajna oraz wydmuchrzyca piaskowa. Oprócz traw rzadko występują lepiężnik oraz groszek nadmorski a także bylica polna, która rośnie również poza strefą nadmorską.
Na wydmie szarej, oprócz roślin występujących na wydmie białej, pojawia się wiele zielenic, sinic oraz turzyca piaskowa, szczotlicha siwa, kocanki piaskowe. Zwiewanie obumierających roślin sprawia, że na wydmach tych tworzy się niewielka warstwa próchnicy.
Naturalną roślinnością centralnej części mierzei jest bór sosnowy. Sosna zwyczajna bardzo dobrze radzi sobie w trudnych warunkach. Sosna jest rośliną pionierską na wydmie szarej. W wyniku działalności wiatru sosny rosnące na wydmach są mocno zdeformowane, korony oraz pnie są niesymetryczne. W borach sosnowych rosną także jałowiec pospolity i wierzba piaskowa. W runie boru sosnowego występują wrzos zwyczajny, bażyna czarna oraz borówka brusznica.

### Fauna
Na terenie Mierzei Helskiej wiosną i jesienią jest dużo ptactwa wędrownego. W związku z tym między miejscowościami Chałupy i Kuźnica mieści się Terenowa Stacja Obrączkowania Ptaków Hel, działająca w ramach Akcji Bałtyckiej.

### Ochrona przyrody
Mierzeja jest zaliczana do obszarów zagrożenia ekologicznego.
Od 1978 roku cała mierzeja znajduje się na terenie Nadmorskiego Parku Krajobrazowego. 5 grudnia 2006 został utworzony rezerwat przyrody Helskie Wydmy.

## Kultura ludowa

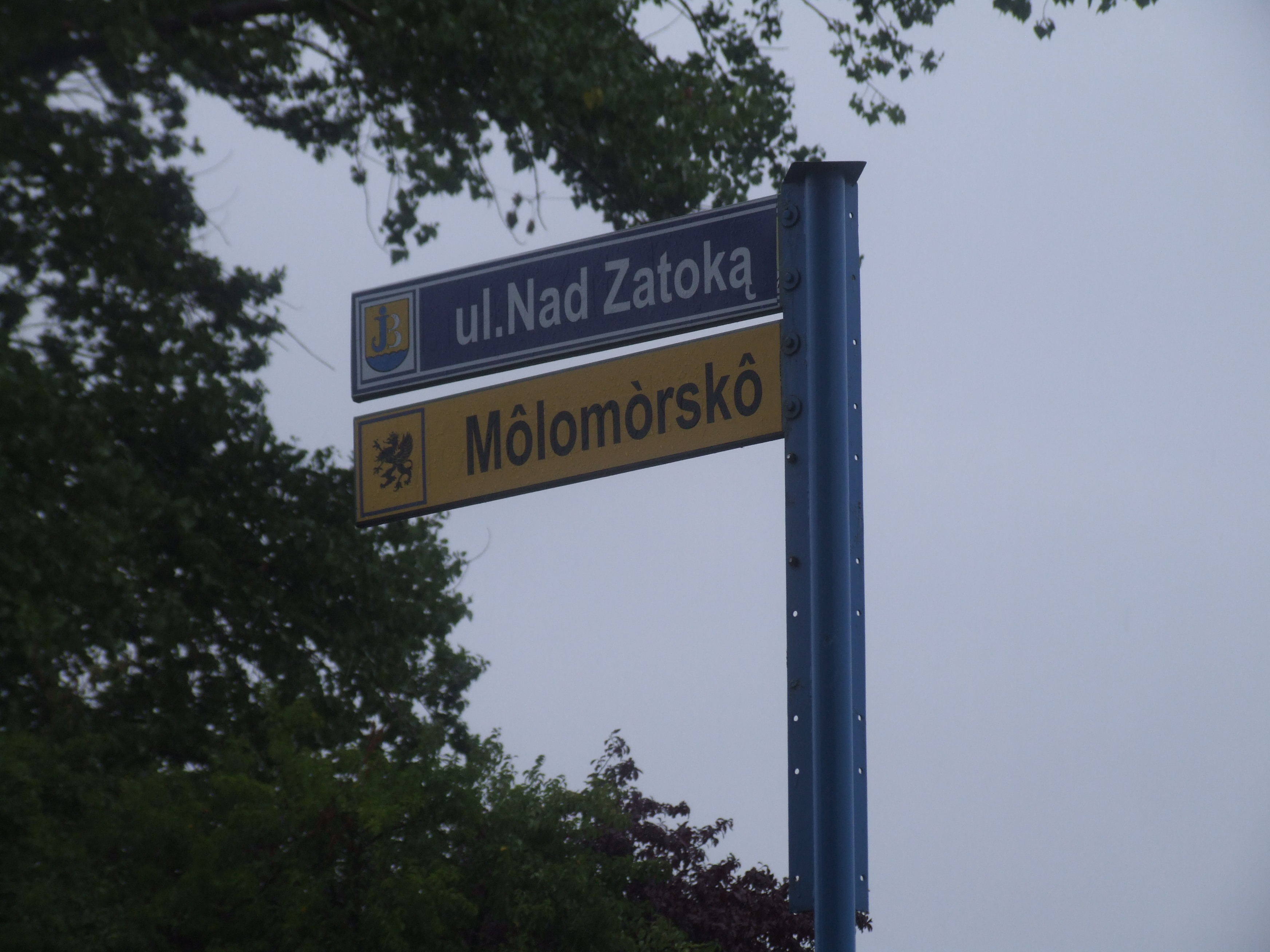
Dwujęzyczna nazwa ulicy w Jastarni

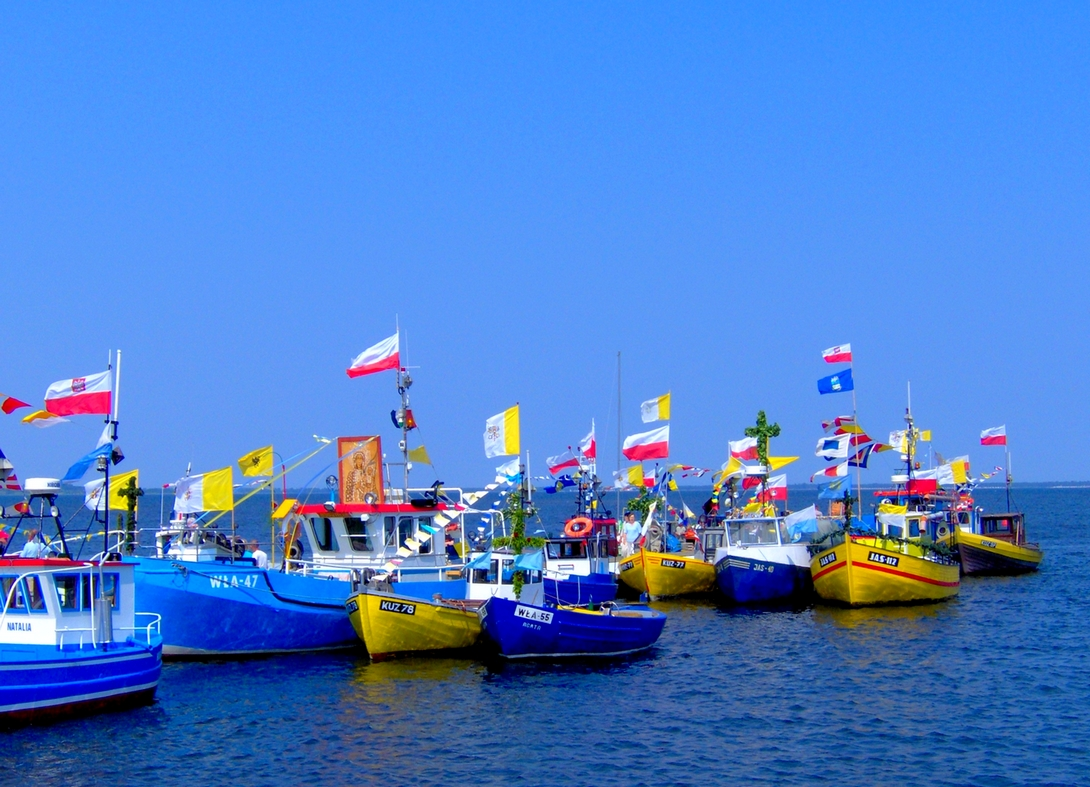
Kutry podczas pielgrzymki morskiej

Teren Mierzei Helskiej jest zamieszkiwany w dużej mierze przez Kaszubów. Obszar ten silnie kultywuje tradycje kaszubskie.

### Morska Pielgrzymka Rybacka
Co roku 29 czerwca, z okazji uroczystości patrona rybaków – świętego Piotra Apostoła, odbywa się morska pielgrzymka kutrami z Mierzei Helskiej do puckiej fary. Podczas pielgrzymki kutry są odświętnie przystrojone. Płyną nimi załogi z rodzinami. Pielgrzymka oprócz ludzi morza przyciąga turystów.

### Literatura
Na Mierzei Helskiej nie działało wielu kaszubskich pisarzy, jednak w tym regionie toczy się akcja wielu utworów kaszubskich.

### Boże męki
Charakterystycznym elementem krajobrazu kulturowego na Kaszubach są krzyże i kapliczki przydrożne. Na mierzei, w przeciwieństwie do pozostałej części regionu, znajdują się – z dwoma wyjątkami – tylko krzyże metalowe. Obiekty te poświęcone są przeważnie rybakom, którzy zaginęli na morzu, lub ludziom żyjącym z morza.

## Zarys historii regionu

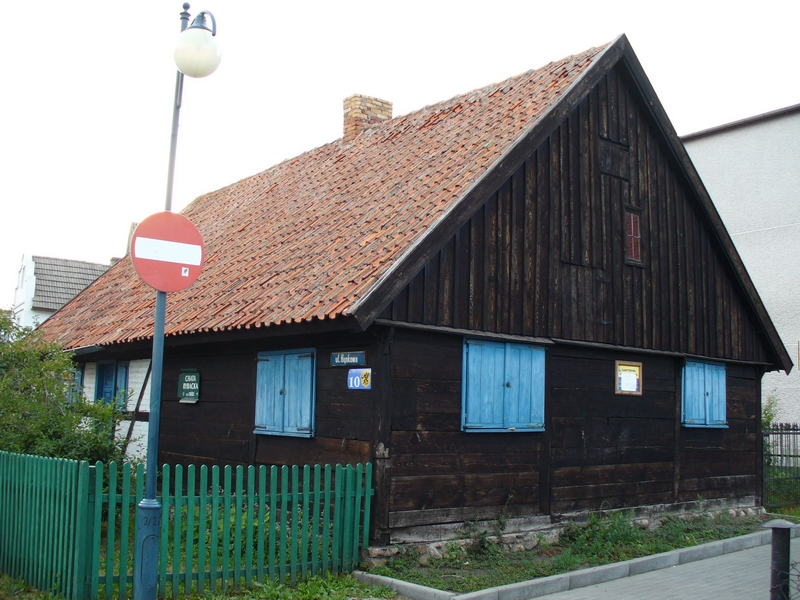
Chata rybacka z 1881 w Jastarni

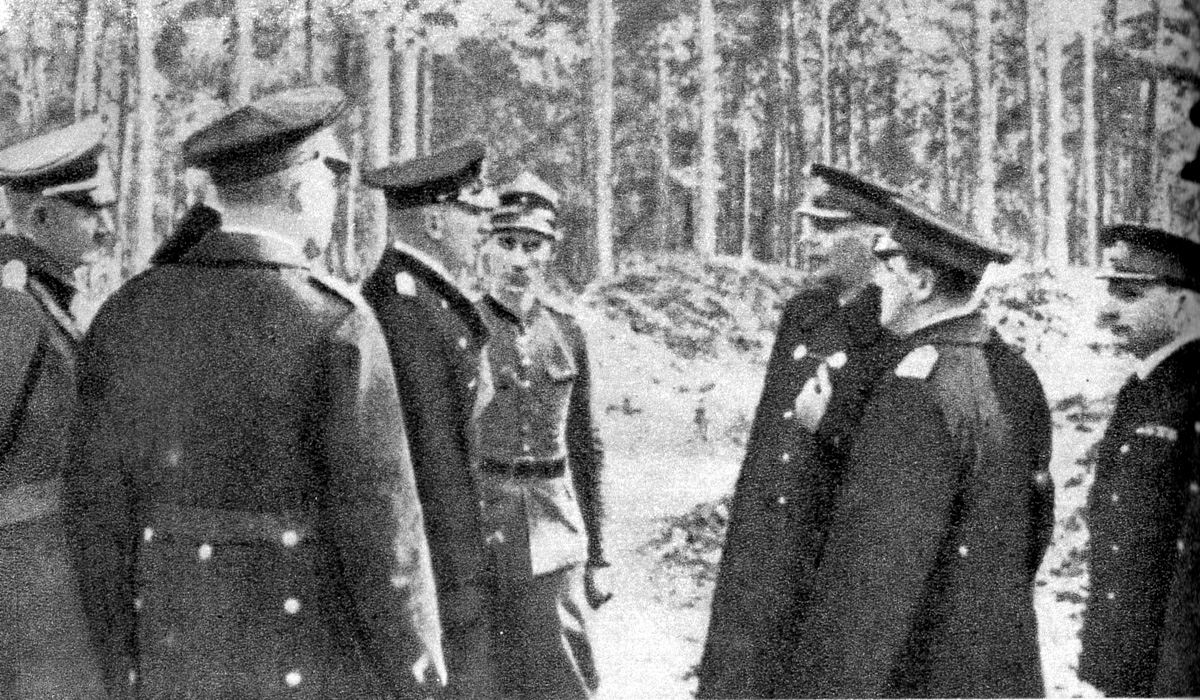
Kapitulacja garnizonu helskiego

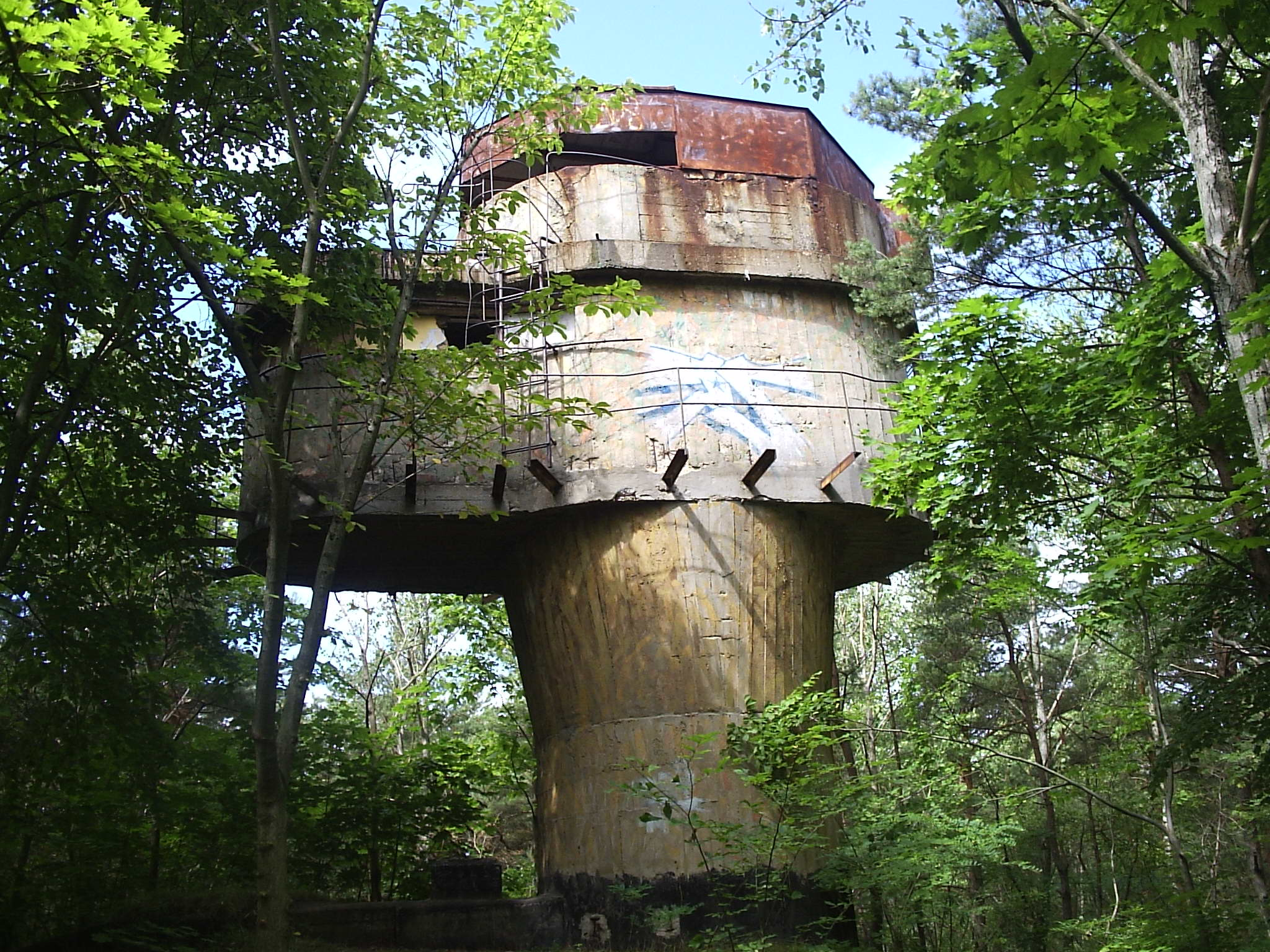
Stanowisko kierowania ogniem

Mierzeja była zamieszkana już w mezolicie. Z tego okresu znaleziono ślady po prymitywnym przemyśle.
W XVII wieku na tym terenie znajdowało się 5 wsi. Wówczas tereny te znajdowały się w Polsce. W 1772 w wyniku pierwszego rozbioru część mierzei (od obecnego Władysławowa po Jastarnię) znalazła się w Prusach. Reszta, Hel oraz Bór (część Jastarni), pozostała w granicach Polski aż do drugiego rozbioru, a w latach 1807–1815 wchodziła w skład napoleońskiego Wolnego Miasta Gdańska.
W 1904 roku rozpoczął się rozwój turystyki we wsi Hel. W 1920 Mierzeja Helska ponownie znalazła się w Polsce. Krótka linia brzegowa oraz rozwój kolei sprawiły, że nastąpił szybki rozwój turystyki. W 1930 ze względu na strategiczne znaczenie mierzei wybudowano umocnienia na Helu. W tym samym czasie rozpoczęto budowę portu wojennego w Helu, który stał się główną bazą polskiej marynarki wojennej.
Od 1 września 1939 do 2 października 1939 trwała bitwa o Hel. W latach 1944–1945 mierzeja była intensywnie fortyfikowana przez armię niemiecką. W 1945 mierzeja ponownie znalazła się w Polsce, tym razem w województwie gdańskim. W latach 1949–1951 wprowadzono bardzo restrykcyjne przepisy dotyczące działalności cywilnej na Helu.
30 czerwca 1963 roku prawa miejskie otrzymał Hel, a 1 stycznia 1973 – Jastarnia.
1 stycznia 1975 w wyniku reformy administracyjnej mierzeja weszła w skład województwa gdańskiego (małego).
5 stycznia 1978 utworzono Nadmorski Park Krajobrazowy, w którego skład weszło wybrzeże Zatoki Puckiej wraz z całą mierzeją.
1 stycznia 1999 mierzeja weszła w skład województwa pomorskiego ze stolicą w Gdańsku oraz powiatu puckiego.
5 grudnia 2006 został utworzony rezerwat przyrody Helskie Wydmy.

## Mieszkańcy, gospodarka, komunikacja

### Mieszkańcy i urbanizacja

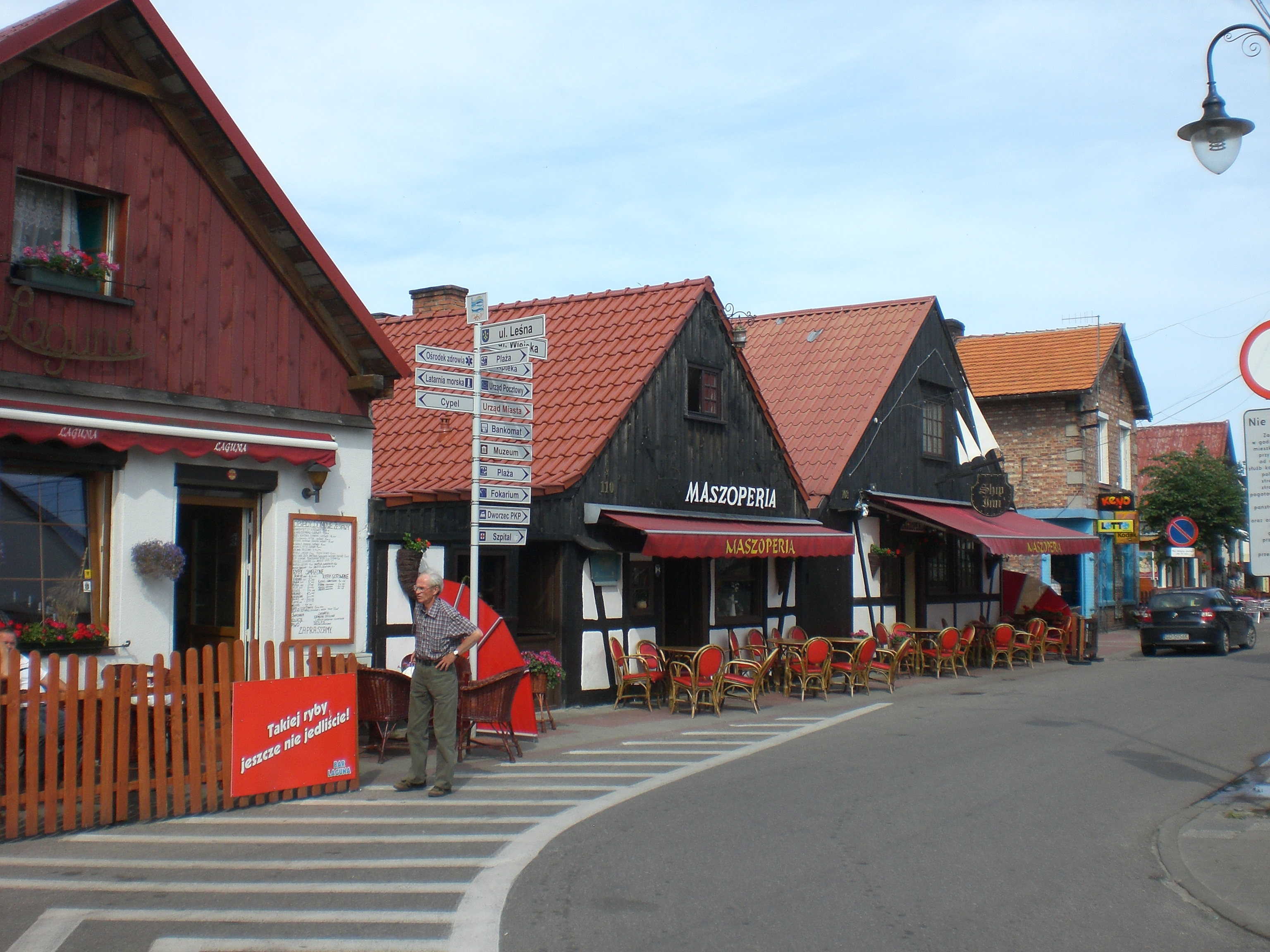
Ulica Wiejska w Helu

W XVII wieku na mierzei znajdowało się 5 wsi. Cztery były zaludnione przez ludność polsko- lub kaszubskojęzyczną, natomiast Hel przez niemieckojęzyczną. Wszystkie były lokowane na wybrzeżu zachodnim (nad Zatoką Pucką). W latach 1921–1932 powstała wieś letniskowa Jurata. We wsiach polskich zabudowa była luźna, natomiast w Helu uporządkowana wzdłuż głównej ulicy. Podobne różnice były widoczne w zabudowie. Domy w Helu były zwrócone szczytem do ulicy i przypominały zabudowę saksońską, natomiast w pozostałych wsiach domy były ustawione spadem do ulicy, przypominając zabudowę słowińską. Z tych czasów pozostały tylko zabudowa ulicy Wiejskiej w Helu oraz jeden budynek w Jastarni przy ulicy Rynkowej 10.
Na terenie mierzei znajduje się od lat 90. XX wieku rezydencja wypoczynkowa prezydenta RP.

### Gospodarka

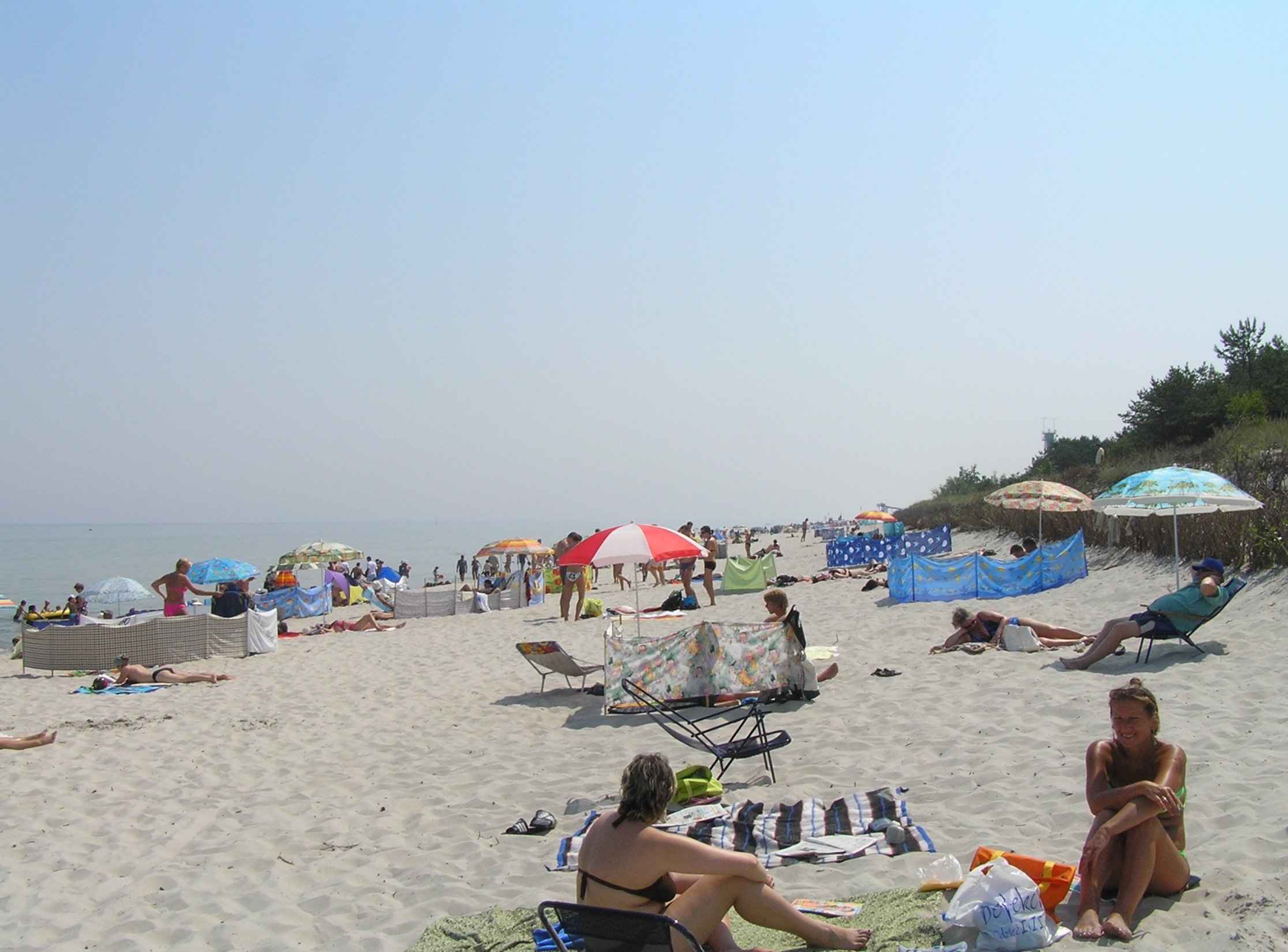
Plaża w Jastarni

Początkowo głównym zajęciem mieszkańców było rybołówstwo. W 1904 roku na Helu zaczęła się rozwijać turystyka. Wówczas turyści przybywali do wsi statkiem parowym z Gdańska i Sopotu. Rozwój turystyki nasilił się po odzyskaniu przez Polskę niepodległości i ustaleniu granic na Pomorzu. Dużą rolę w zmianach gospodarczych odegrała linia kolejowa otwarta w 1922. Utworzenie Rejonu Umocnionego Hel w 1930 roku spowodowało przyhamowanie rozwoju ruchu turystycznego.
W latach 70. XX wieku Mierzeja Helska była zaliczana do Gdańskiego Okręgu Przemysłowego. W podziale z początku XXI wieku teren ten został wyłączony z granic tego okręgu.
Od początku XXI wieku Mierzeja Helska jest bardzo intensywnie wykorzystywana turystycznie. Wszystkie leżące na niej miejscowości są zaliczane do najważniejszych ośrodków turystycznych w Polsce.

### Transport

#### Transport morski

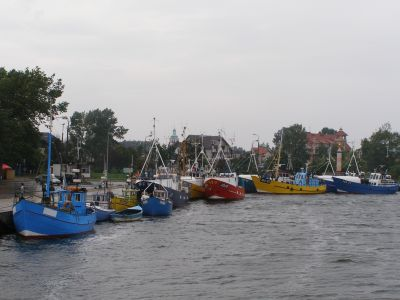
Port w Jastarni

Na terenie Mierzei Helskiej znajdują się dwa niewielkie porty rybackie w Jastarni i Helu oraz port wojenny Hel. W latach 2004–2009 przeładunek w portach na mierzei, podobnie jak w pozostałych polskich portach rybackich, malał, jednakże dynamika spadku była mniejsza niż w pozostałych. W porcie helskim rozwija się działalność rekreacyjna. Do portów na Zatoce Puckiej przypływają również tramwaje wodne z Trójmiasta. Silne wiatry utrudniają kierowanie statkami po stronie otwartego morza.

#### Transport kolejowy

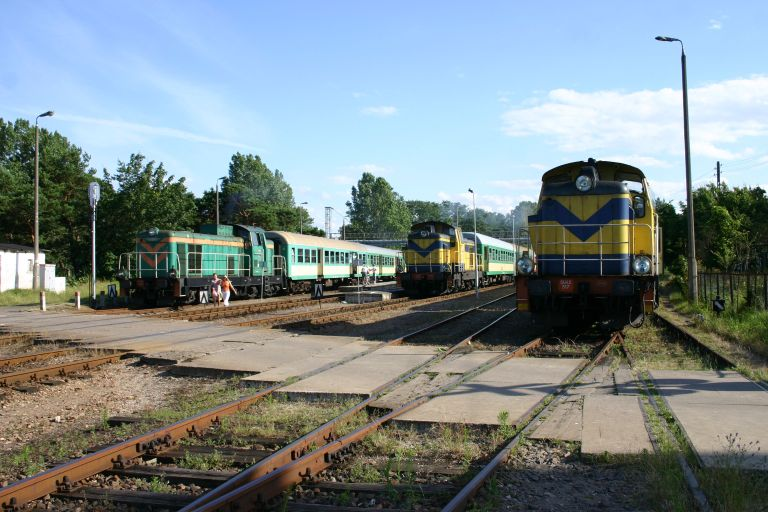
Pociągi na stacji Hel (lato 2009)

Na terenie mezoregionu znajduje się jedna linia kolejowa nr 213. Linia powstała w latach 1921–1922 i przyczyniła się do znacznych zmian w gospodarce miejscowości położonych na mierzei. Wcześniej dominowało rybołówstwo, a po wybudowaniu linii zaczęła dominować turystyka.
Linią 213 kursują pociągi osobowe w relacji Gdynia – Hel. W ostatnich latach w okresie letnim do Helu była przedłużana trasa pociągu osobowego „Tur” relacji Gdynia – Chojnice, prowadzonego przez całą swoją trasę lokomotywą spalinową.
Ze względu na duży ruch turystyczny występujący w sezonie letnim, na linii obowiązywały zawsze co najmniej dwie wersje rocznego rozkładu jazdy (letnia oraz zimowa). Od 2005 do obsługi połączeń lokalnych pomiędzy Gdynią a Helem zaczęto stosować szynobusy i spalinowe zespoły trakcyjne. W sezonie letnim z powodu wzmożonego ruchu przewozy są obsługiwane składami klasycznymi z wagonami piętrowymi. SZT łączy się wówczas w dłuższe składy, często z wagonem doczepnym w środku.
Pociągi dalekobieżne kursują linią kolejową nr 213 tylko w czasie wakacji letnich. W okresie tym na linii kursują zarówno pociągi pospieszne (TLK), jak i ekspresowe. Pociągi te ze względu na brak elektryfikacji są prowadzone lokomotywami spalinowymi.
Brak przemysłu sprawia, że ruch towarowy ma marginalne znaczenie.
Na mierzei działa Wojskowa Kolejka Wąskotorowa na Helu, funkcjonująca w ramach Muzeum Obrony Wybrzeża. Jest to jedyna kolejka wojskowa w Polsce, która została odtajniona i z której częściowo mogą korzystać cywile. Kolejka była zarządzana przez Komendę Portu Wojennego w Helu.

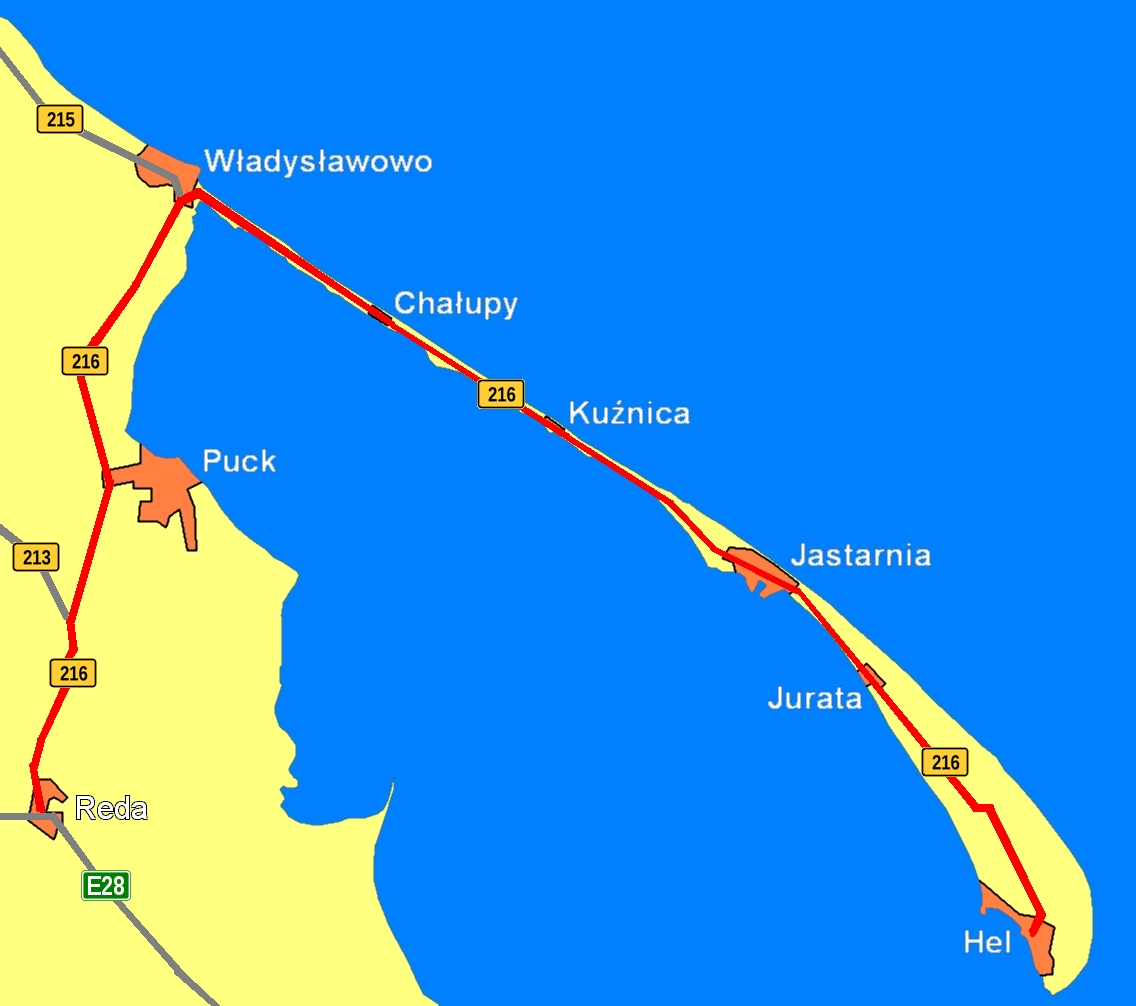
Droga wojewódzka nr 216

#### Transport drogowy
Główną drogą przechodzącą przez mierzeję jest droga wojewódzka nr 216. Kursują nią autobusy linii 669 (dawna 666) Karwia – Hel, obsługiwane przez PKS Gdynia oraz prywatne busy.